# Altamirano, Jitotol
Altamirano är en ort i Mexiko.   Den ligger i kommunen Jitotol och delstaten Chiapas, i den sydöstra delen av landet, 700 km öster om huvudstaden Mexico City. Altamirano ligger 1 312 meter över havet och antalet invånare är 570.
Terrängen runt Altamirano är kuperad åt sydväst, men åt nordost är den bergig. Runt Altamirano är det ganska tätbefolkat, med 86 invånare per kvadratkilometer. Närmaste större samhälle är Simojovel de Allende, 9,3 km öster om Altamirano. I omgivningarna runt Altamirano växer i huvudsak städsegrön lövskog.